# Sjulsmyran
Sjulsmyran este o arie protejată (arie specială de conservare — SAC, sit de importanță comunitară — SCI) din Suedia întinsă pe o suprafață de 681,1 ha, integral pe uscat.

## Localizare
Centrul sitului Sjulsmyran este situat la coordonatele 64°01′30″N 20°39′26″E / 64.025°N 20.6573°E.

## Înființare
Situl Sjulsmyran a fost declarat sit de importanță comunitară în decembrie 1998 pentru a proteja un număr necunoscut de specii din flora spontană și fauna sălbatică aflate în arealul zonei. Situl a fost protejat și ca arie specială de conservare în martie 2011.

## Biodiversitate
Situată în ecoregiunea boreală, aria protejată conține 3 habitate naturale: Turbării Aapa, Mlaștini împădurite, Taiga vestică.
La baza desemnării sitului se află un număr nedeclarat de specii protejate.